# 德昌乡
德昌乡，是中华人民共和国黑龙江省绥化市肇东市下辖的一个乡镇级行政单位。

## 行政区划
德昌乡下辖以下地区：
育民村、永发村、发展村、德昌村、红岩村、六合村、光明村和新跃村。